# Club Atlético Juventud de Las Piedras
Il Club Atlético Juventud de Las Piedras (conosciuto anche come Juventud de Las Piedras o semplicemente Juventud) è una società calcistica uruguaiana, con sede nella città di Las Piedras.
Dal 2025 milita nella Primera División Profesional de Uruguay, la massima serie del campionato uruguaiano di calcio.

## Palmarès

### Competizioni nazionali
- Segunda División Profesional de Uruguay: 1

1999
- Segunda División Amateur de Uruguay: 1

1995

### Competizioni giovanili
- Torneo di Viareggio: 1

2006

### Altri piazzamenti
- Segunda División Profesional de Uruguay:

Secondo posto: 2011-2012, 2018
Terzo posto: 2006-2007

## Organico

### Rosa 2020
| N. |                      | Ruolo | Calciatore          |
| -- | -------------------- | ----- | ------------------- |
| 1  | Uruguay (bandiera)   | P     | Rodrigo Rodríguez   |
| 2  | Argentina (bandiera) | D     | Mathias Bogado      |
| 5  | Uruguay (bandiera)   | C     | Franco Muñoz        |
| 6  | Uruguay (bandiera)   | D     | Pedro Milans        |
| 7  | Uruguay (bandiera)   | C     | Juan Pintado        |
| 8  | Uruguay (bandiera)   | C     | Damian González     |
| 10 | Cile (bandiera)      | A     | Gonzalo Reyes       |
| 11 | Argentina (bandiera) | C     | Eric Barrios        |
| 12 | Uruguay (bandiera)   | P     | Eduardo Dobla       |
| 14 | Uruguay (bandiera)   | D     | Gianfranco Trasante |
| 15 | Uruguay (bandiera)   | C     | José Alberti        |
| 16 | Uruguay (bandiera)   | C     | Cristian Sención    |
| 19 | Uruguay (bandiera)   | A     | Jorge Graví         |
| 20 | Uruguay (bandiera)   | A     | Pablo Olivera       |

| N. |                    | Ruolo | Calciatore        |
| -- | ------------------ | ----- | ----------------- |
| 21 | Uruguay (bandiera) | D     | Mauro Fernández   |
| 22 | Uruguay (bandiera) | C     | José Varela       |
| 23 | Uruguay (bandiera) | D     | Diego Rodríguez   |
| 25 | Uruguay (bandiera) | P     | Franco Domínguez  |
| 26 | Uruguay (bandiera) | D     | Axel Prado        |
| 29 | Uruguay (bandiera) | D     | Roberto Hernández |
| 30 | Uruguay (bandiera) | C     | Gastón Vitancurt  |
| 31 | Uruguay (bandiera) | C     | Santiago Franco   |
| —  | Uruguay (bandiera) | D     | Nicolás Rodríguez |
| —  | Uruguay (bandiera) | D     | Agustín Romero    |
| —  | Uruguay (bandiera) | C     | Mauro Estol       |
| —  | Uruguay (bandiera) | C     | Lucas Martínez    |
| —  | Uruguay (bandiera) | A     | Joan Etchebarne   |